# Gradina u Cisti Velikoj
Gradina je arheološko nalazište kod Ciste Velike, općina Cista Provo.

## Opis
„Gradina“ u Cisti Velikoj kod Imotskog nalazi se na uzvišenju sjeverno od magistralne ceste Trilj – Imotski, stotinjak metara sjeverozapadno od crkve sv. Jakova. Radi se o prapovijesnoj gradini tj. manjoj utvrdi smještenoj na vrhu spomenutog uzvišenja. Bedemi su sačuvani na istočnoj, sjevernoj, i zapadnoj strani dok je na južnoj strani strma litica. Prema nalazima keramike gradina je u upotrebi tijekom željeznog doba, a možda i kasnije. Postoji mogućnost da se manje naselje smjestilo s južne strane gradine. Gradina u Cisti Velikoj jedna je od najvažnijih u ovom dijelu dalmatinske unutrašnjosti te direktno kontrolira prastari put (i danas u funkciji) koji iz doline Cetine vodi prema istoku. Vrijeme nastanka je 8. stoljeće pr. Kr..

## Zaštita
Pod oznakom Z-5486 zavedeno je kao nepokretno kulturno dobro – pojedinačno, pravna statusa zaštićena kulturnog dobra, klasificirano kao "arheološka baština".